# Gulögd blomstickare
Gulögd blomstickare (Diglossa glauca) är en fågel i familjen tangaror inom ordningen tättingar.

## Utseende
Gulögd blomstickare är en liten och aktiv sångarliknande tätting med den för släktet typiska uppböjda och krokförsedda näbben, lite som en burköppnare. Fjäderdräkten är marinblå med tydligt kontrasterande lysande gula ögon. 

## Utbredning och systematik
Gulögd blomstickare delas in i två underarter med följande utbredning:
- D. g. tyrianthina – Andernas östsluttning i sydvästra Colombia (Nariño) och östra Ecuador
- D. g. glauca – sydöstra Peru (Junín) till yungas i västra Bolivia (La Paz och Cochabamba)

## Levnadssätt
Gulögd blomstickare hittas i molnskog, på lägre höjd än andra blomstickare. Den är också jämfört med andra arter i släktet mindre beroende av nektar och lever istället mestadels av insekter och bär. Fågeln slår ofta följe med kringvandrande artblandade flockar.

## Status och hot
Arten har ett stort utbredningsområde, men tros minska i antal, dock inte tillräckligt kraftigt för att den ska betraktas som hotad. Internationella naturvårdsunionen IUCN listar arten som livskraftig (LC).